# NGC 7764A/3
NGC 7764A/3 је елиптична галаксија у сазвежђу Феникс која се налази на NGC листи објеката дубоког неба.
Деклинација објекта је - 40° 48' 58" а ректасцензија 23h 53m 26,2s. Привидна величина (магнитуда) објекта NGC 7764 износи 14,8 а фотографска магнитуда 15,8. NGC 7764A3 је још познат и под ознакама ESO 293-8, MCG -7-1-1, AM 2350-410, N 7764E in PGC, PGC 72769.